# 花桃の里 月川温泉郷
花桃の里 月川温泉郷(はなもものさと つきかわおんせんきょう)は長野県下伊那郡阿智村智里西地区にある宿泊施設「野熊の庄 月川」（1軒宿）一帯の花桃が植樹された地域である。

## 歴史
地域は古代の官道「東山道」の道筋で、最大の難所神坂峠の信濃側麓の山里、古文学の里「園原］、「信濃比叡」、「日本一星空の里」と同一地域である。古代から中世にかけて「園原」、「帚木」、「伏屋」など、和歌に詠まれた地域であるが、東山道の衰退とともに、寂れた山里になる。
昭和41年(1966年)中央自動車道の施工が発せられ、東山道の最大難所、神坂峠の真下に恵那山トンネルが計画される。昭和44年(1969年)恵那山トンネル工事を開始する。恵那山トンネル掘削に伴い排出された、残土を地元民が受け入れ、狭い谷筋の耕作地を埋め立て、再耕作地にした。昭和49年(1974年)恵那山トンネル貫通、木曽谷と伊那谷を最短で結ぶ延長8489メートルで、道路トンネルとして、開通時、東洋一番で、世界でも、モンブラントンネルに次ぐ第２位の長さであった。昭和50年(1975年)恵那山トンネル開通し供用開始した。
平成3年(1991年)再耕作地にした地域の一ヶ所に、地域振興を目的に、宿泊施設「野熊の庄 月川」が建築され、「園原の里開発」(株)が委託管理にて操業した。平成4年(1992年)中央自動車道「園原インターチェンジ」が供用開始した.(名古屋方面のみ出入口のハーフインターチェンジ)。この地の花桃は大正時代、木曽郡大桑村の発電所敷地内に福沢桃介(福沢諭吉の娘婿)がドイツで購入し植えたのが始まりで、その後妻籠、清内路と国道256号線に沿って、下伊那郡に植えられる。
平成3年~7年(1991~1995年)にかけて、宿泊施設「野熊の庄 月川」の社長渋谷秀逸が自慢できる綺麗な花で囲われた地域、若い世代も住み続けられる地域を思い、清内路地区より花桃の苗えを譲り受け、旅館の周りに1000本を植える。平成14年(2002年)地域住民も加わり、「花桃の里づくり委員会」を発足、3年かけて地域一帯に2500本を植え継ぎトータル3500本の花桃が咲く里となる。平成17年(2005年)「花桃祭り実行委員会」を発足、観光客向け花桃祭りを開催する。平成21年(2009年)花桃の植栽管理、地域作り推進功績により、渋谷秀逸が総務大臣表彰を受賞する。平成28年(2016年)時点で、本谷川沿いに4㎞、約5000本の花桃が咲き乱れ、シーズンには、約20万人の来客があり、花桃の里として知名度を上げる。
「花桃の里づくり委員会」の活動は花が終わる5月下旬からの剪定作業、夏から秋の地元民総出の下草刈り、11月の肥料まきと、次の年、花桃を楽しみにこの地域に来てくれる人がより満足されるように、継続した活動となっている。令和元年(2019年)宿泊施設「野熊の庄 月川」は阿知開発公社に運営が引継がれた。

## 開花時期
4月中旬より5月上旬。(年により変動あり)

## 行事
4月中旬から5月上旬にかけ（開花状況による一定期間）花桃祭が開催される。

## 阿智村の花桃スポット(月川温泉郷以外)
- 昼神温泉周辺　開花時期　4月上旬～中旬
- 国道256号線駒場地区　開花時期　4月上旬～中旬
- 国道256号線清内路地区　開花時期　4月中旬～下旬

## 花桃とは
- 花を観賞する為に改良された桃で一重、八重咲き。
- 花色は赤、ピンク、白、紅白咲き分け。
- 花径は3-5cm。
- 結実するが実は小さく、食用には適さない。

## 画像

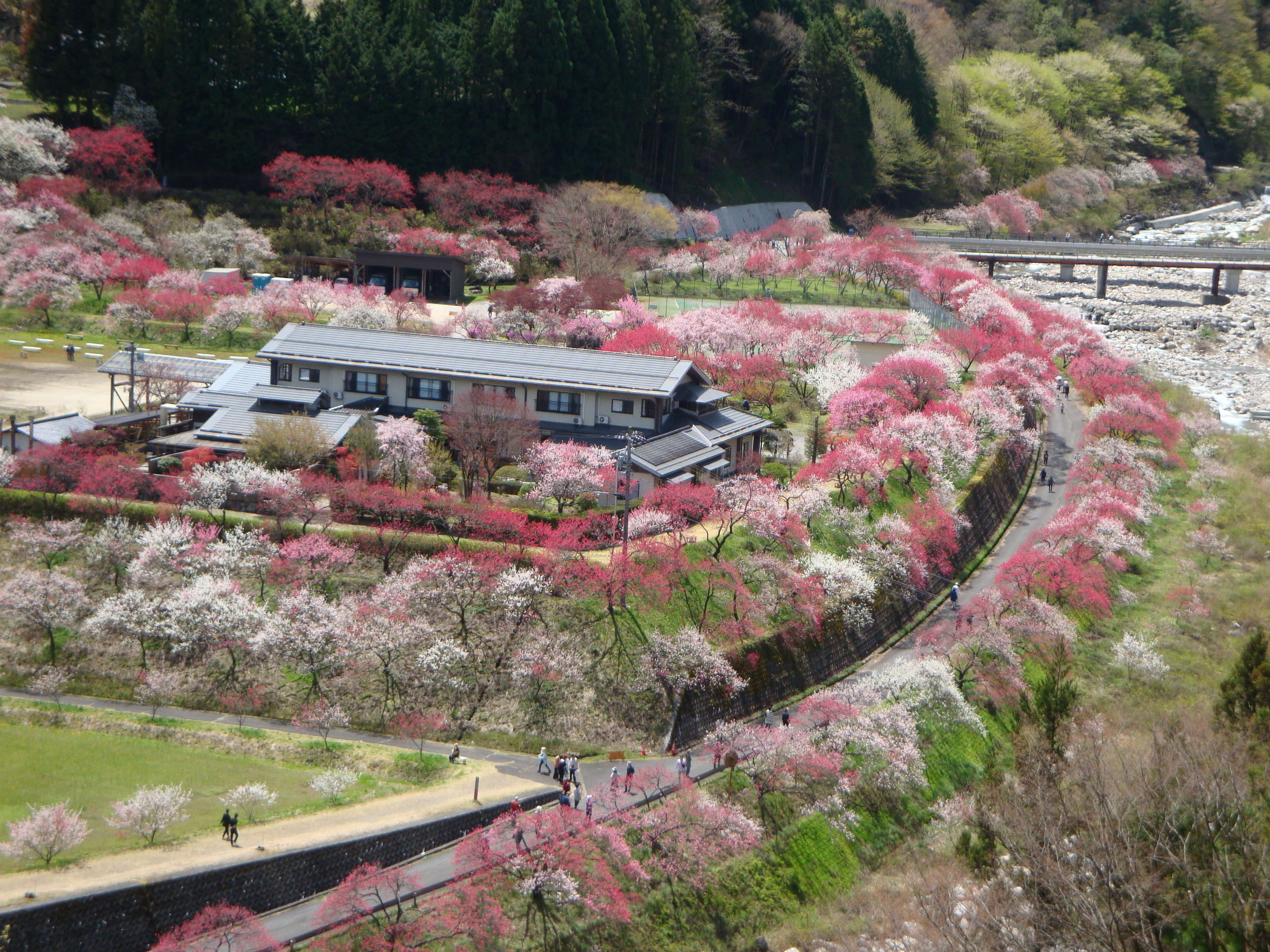
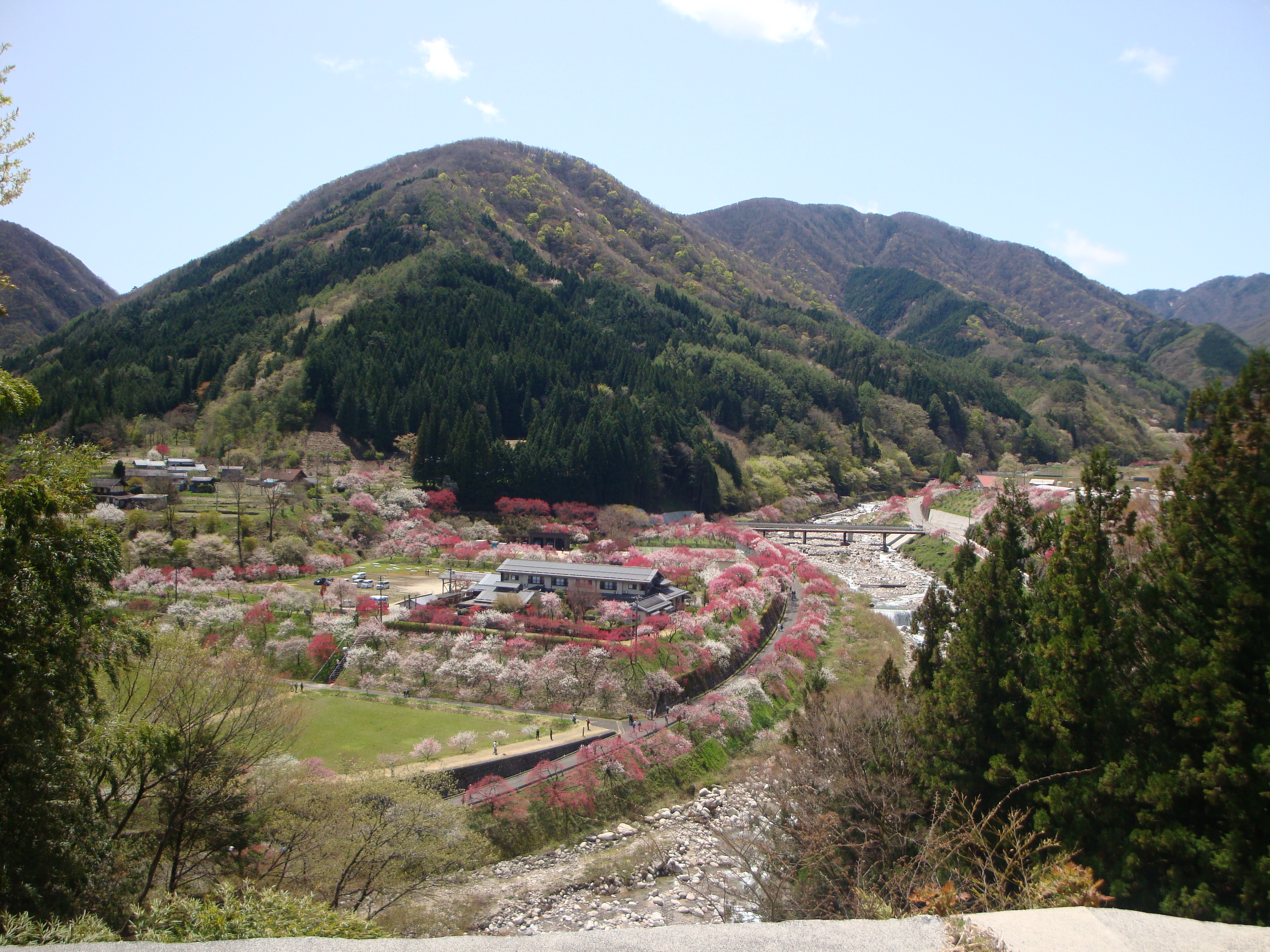
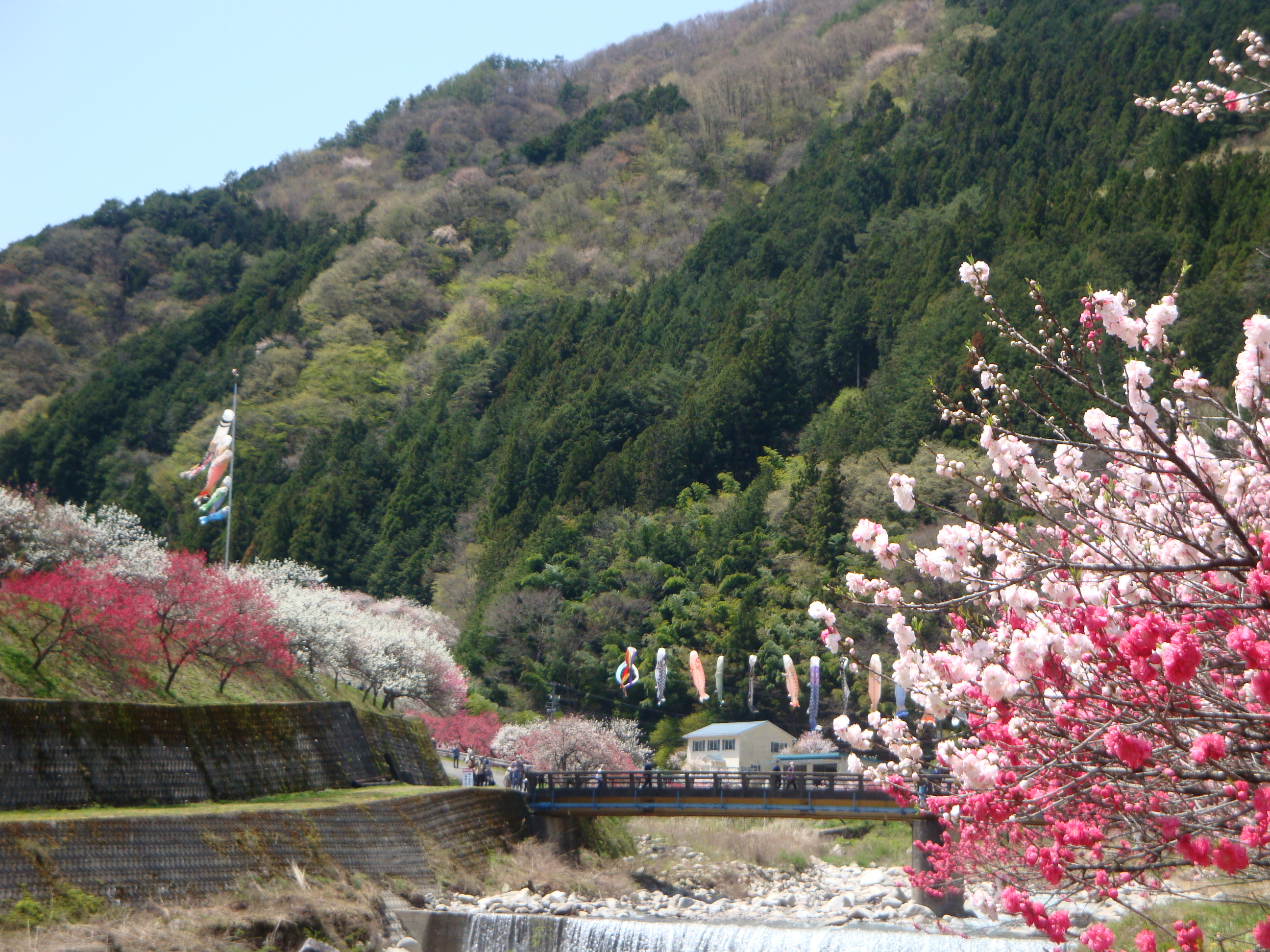
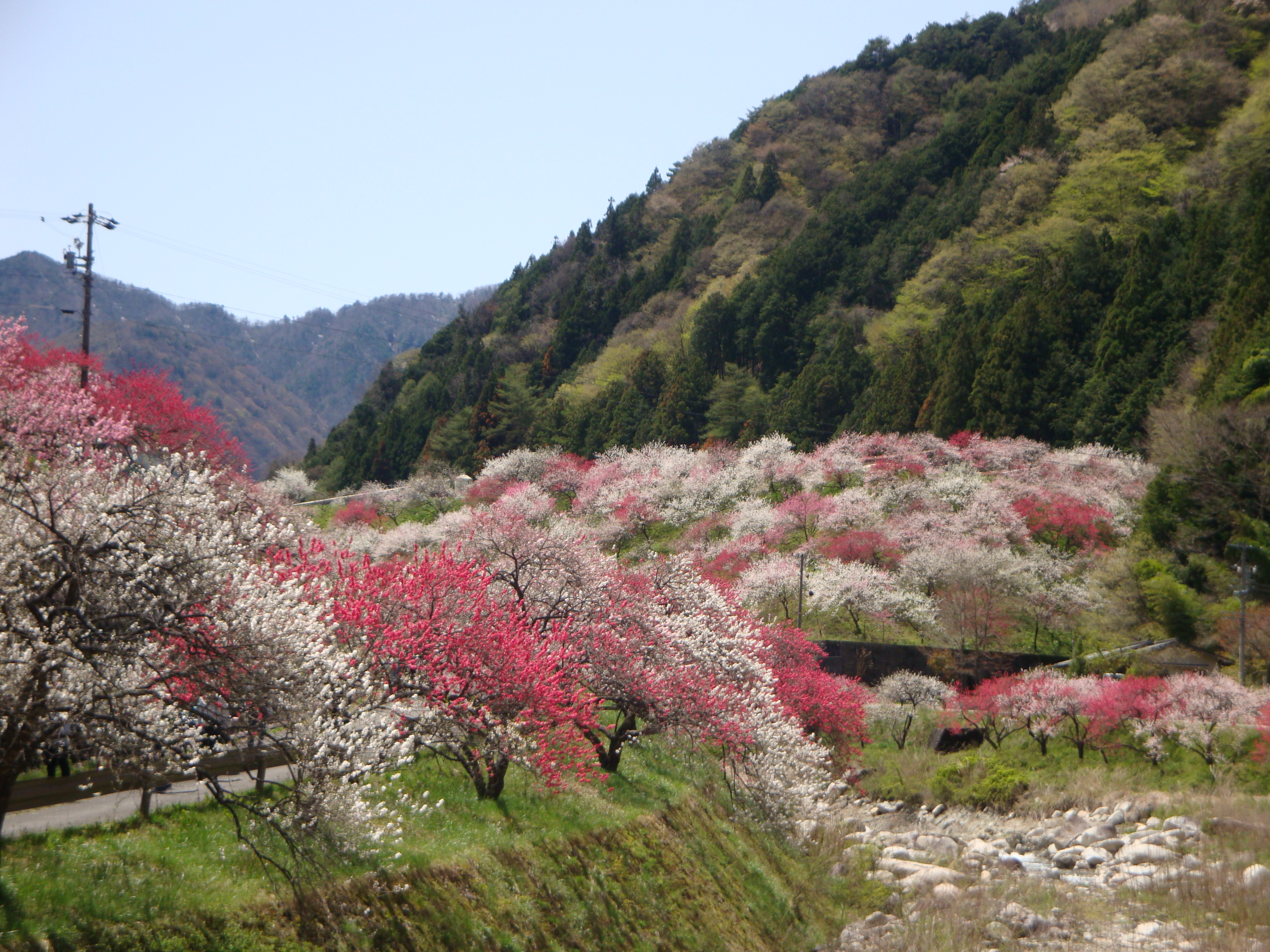
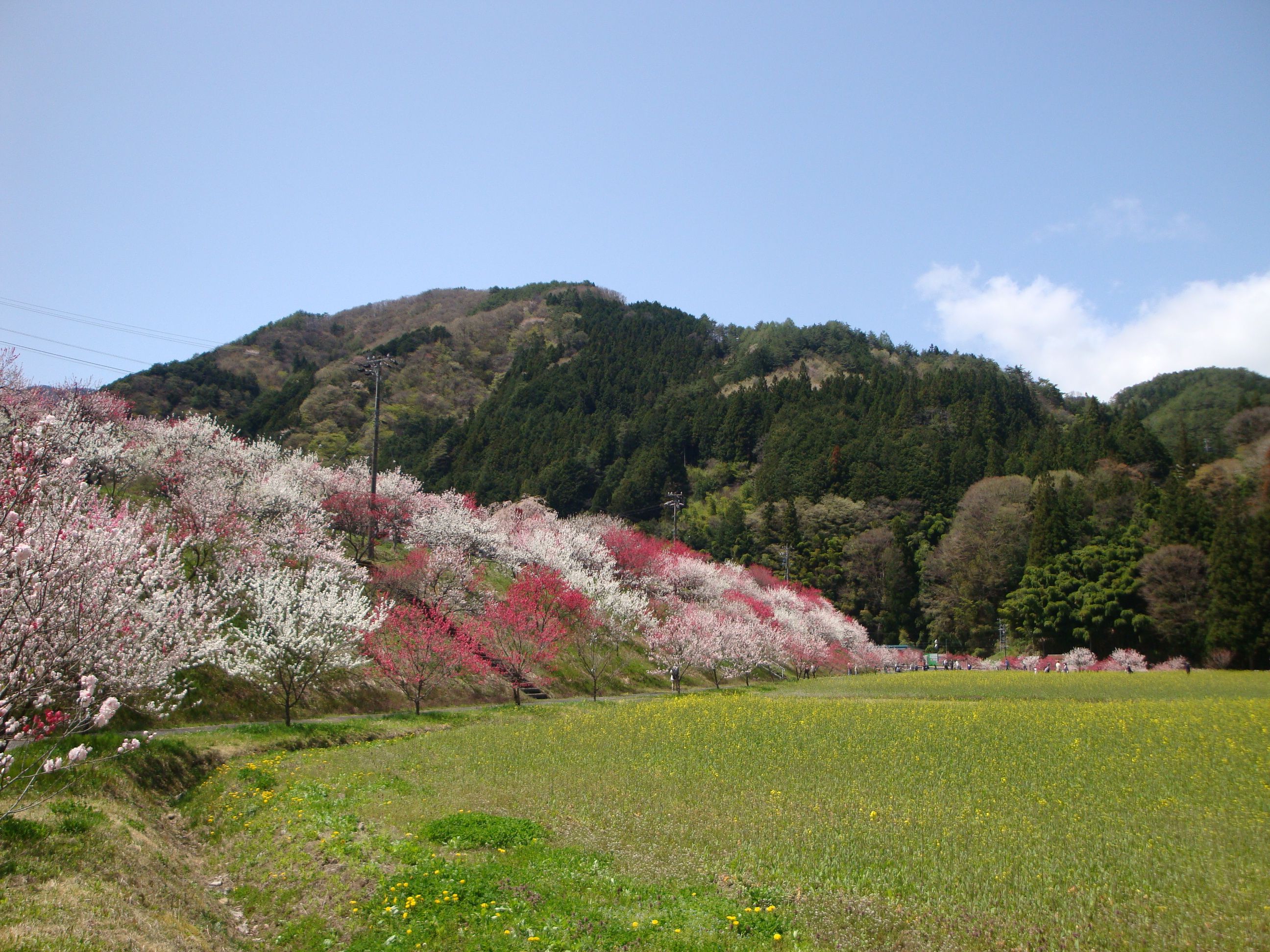
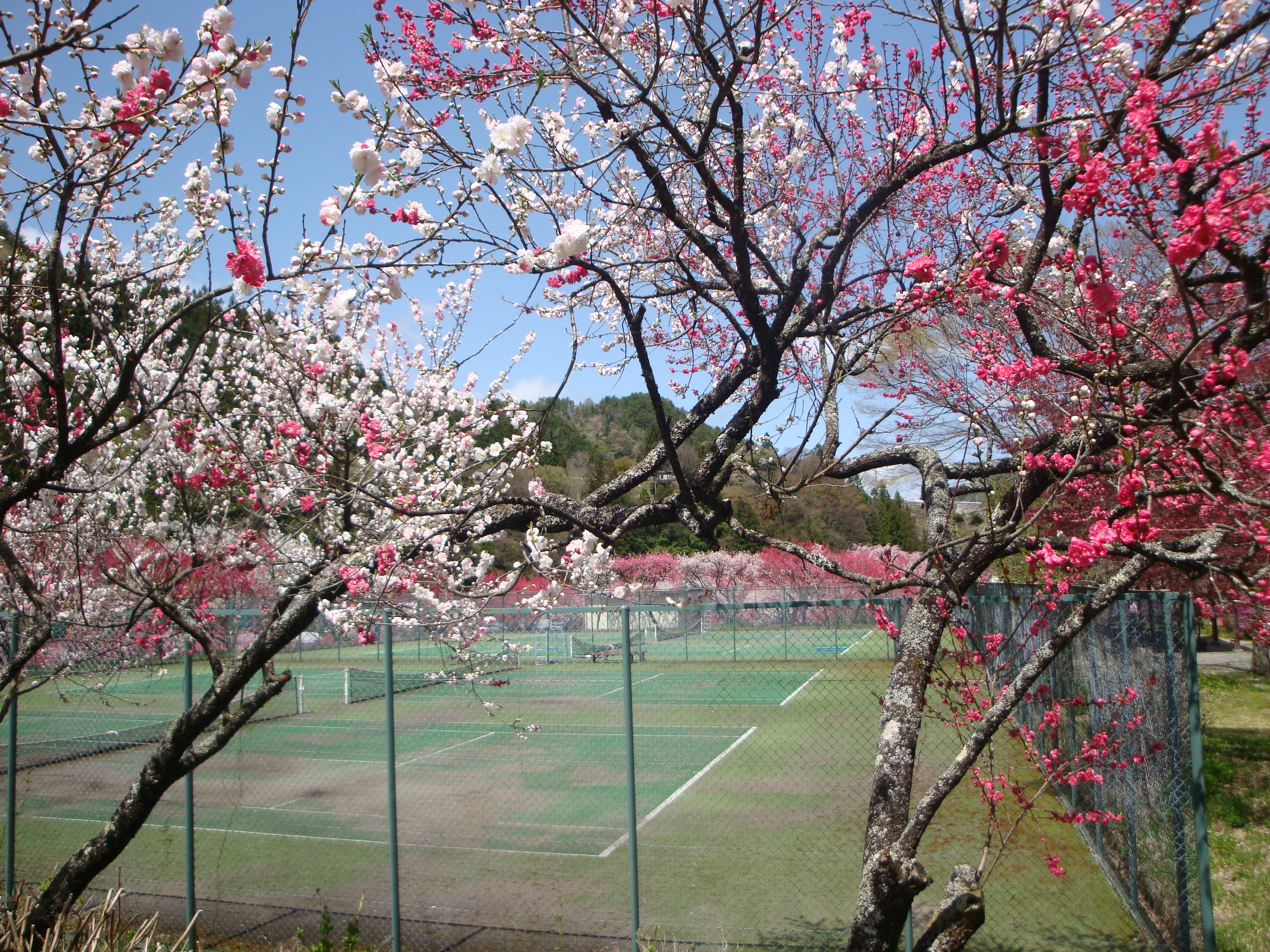
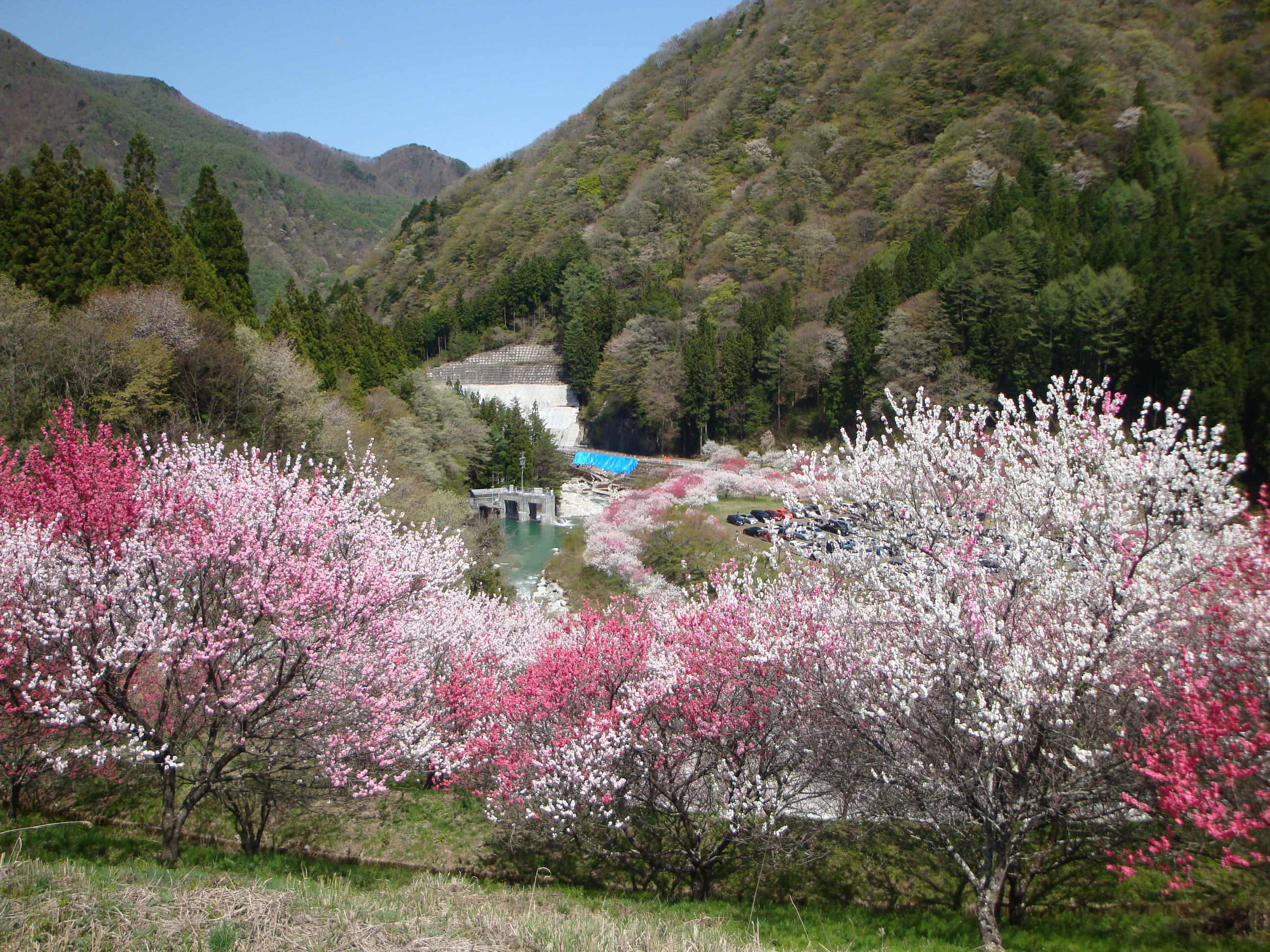
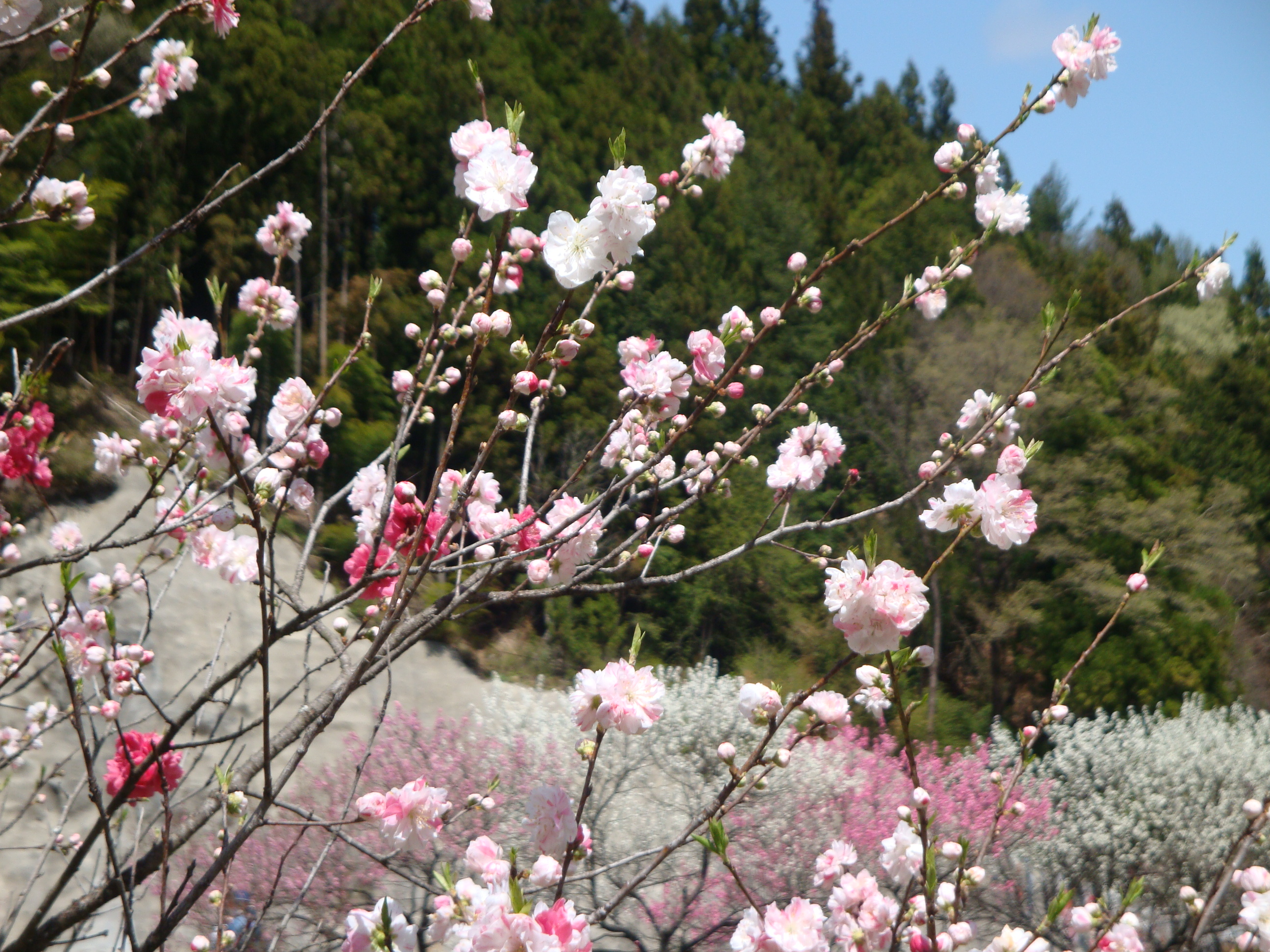
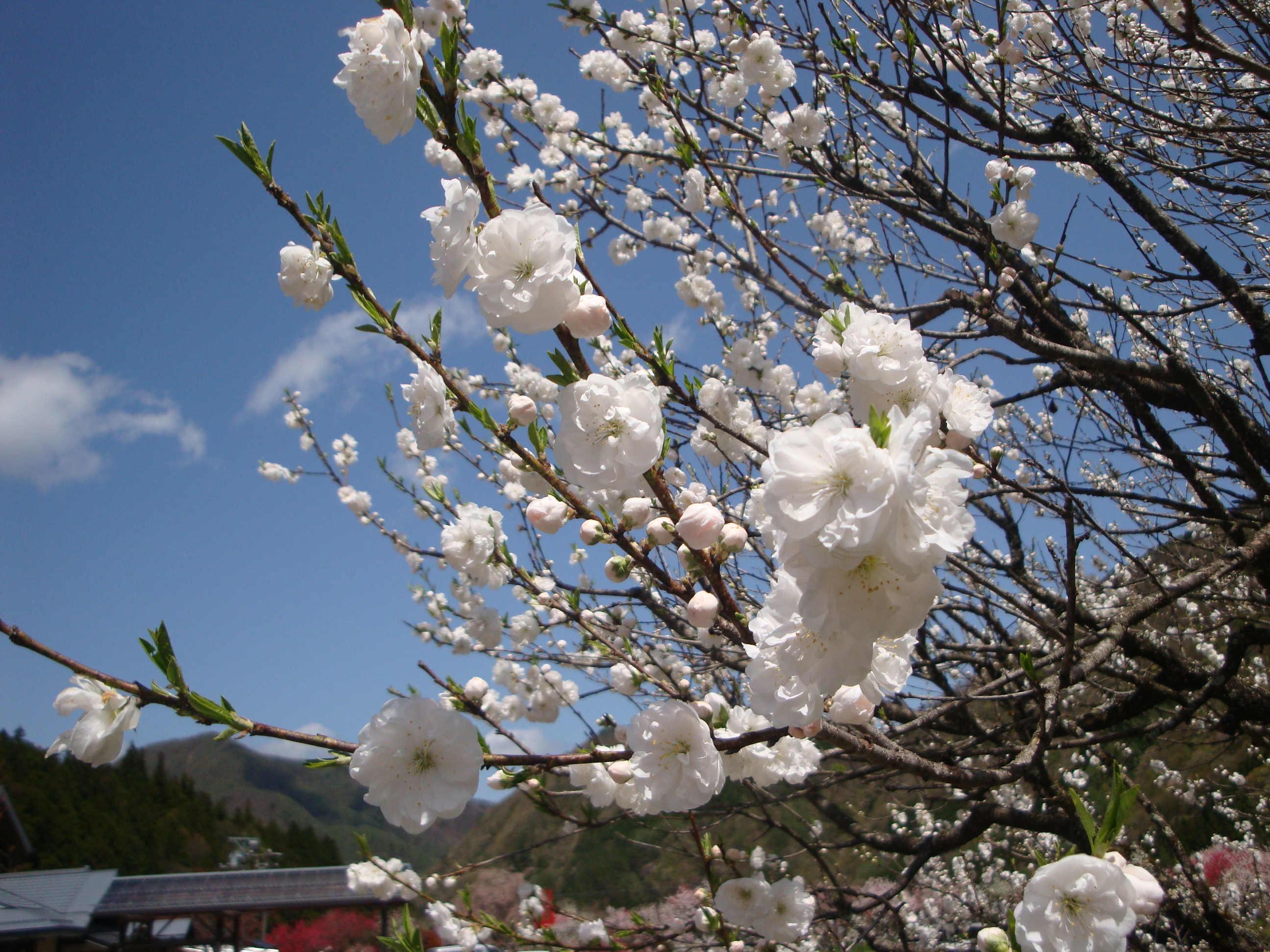
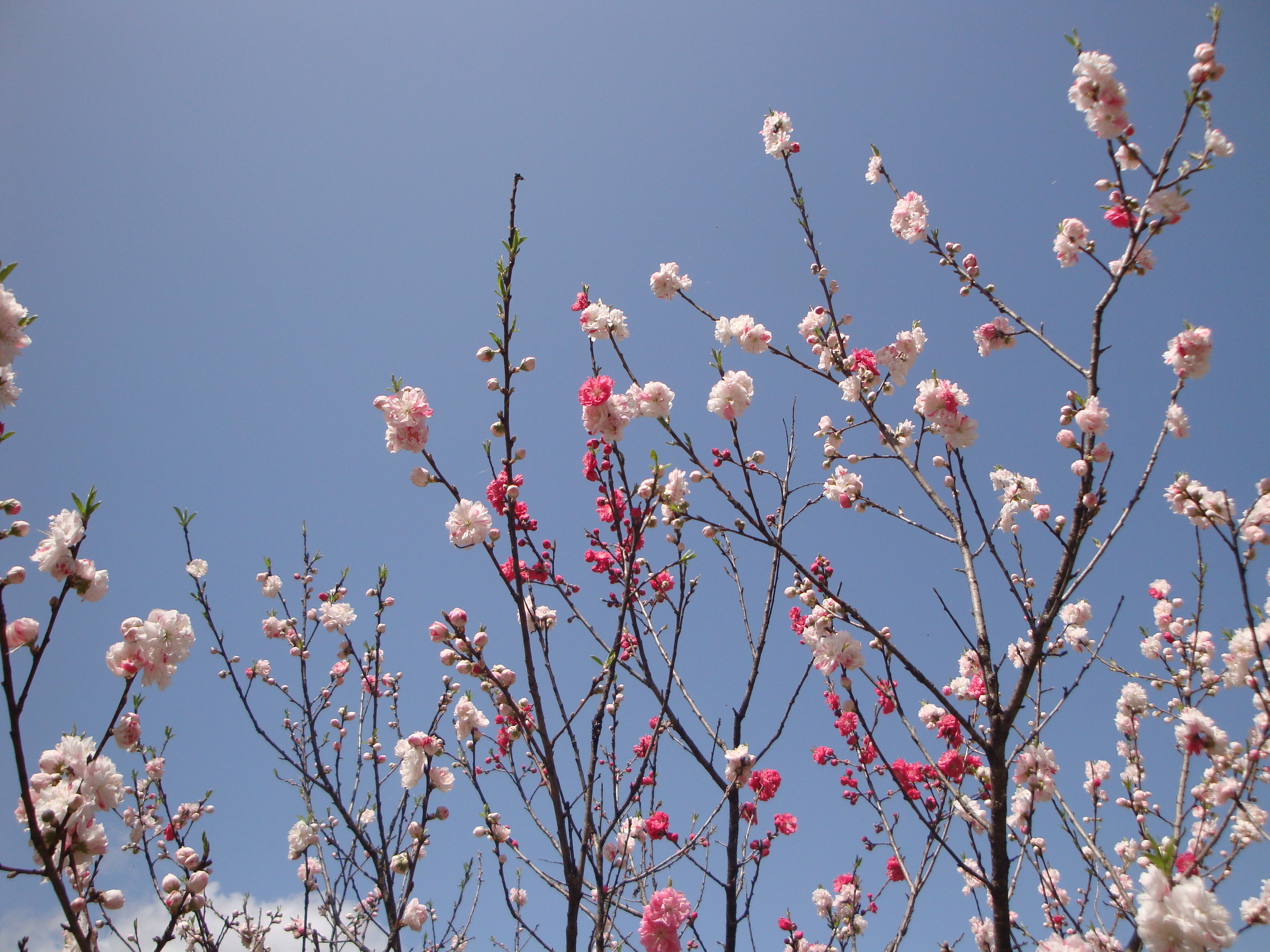
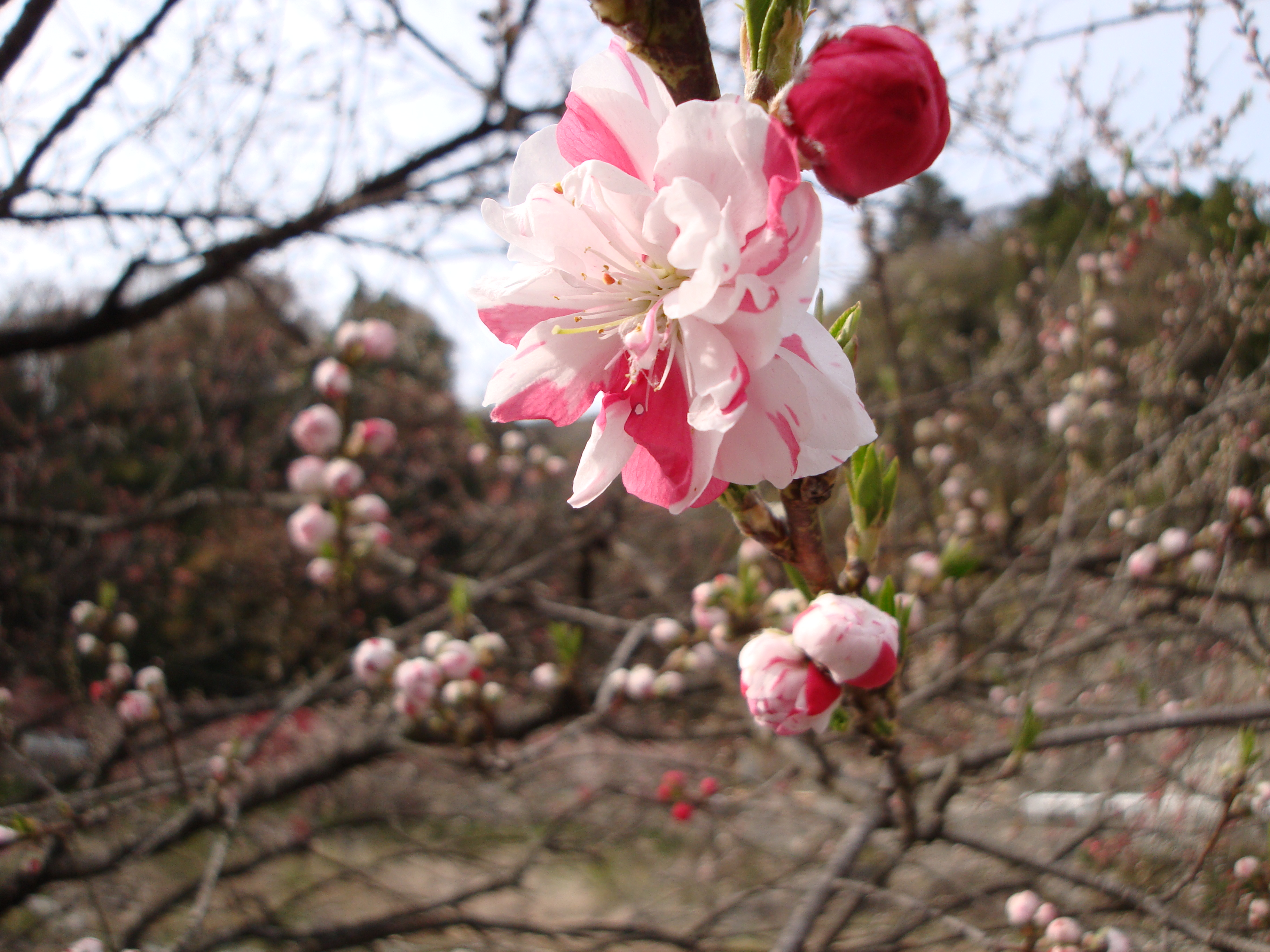
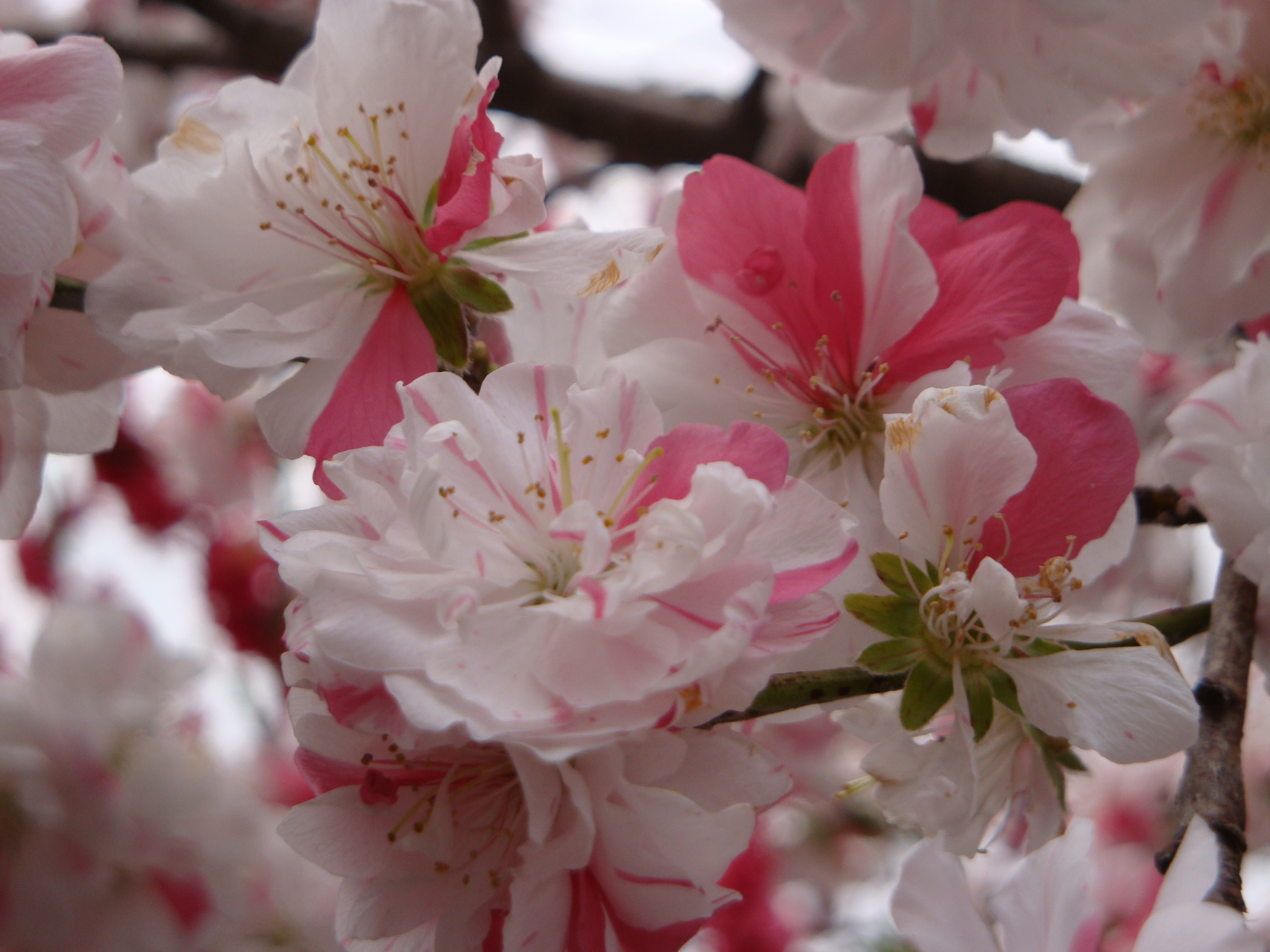
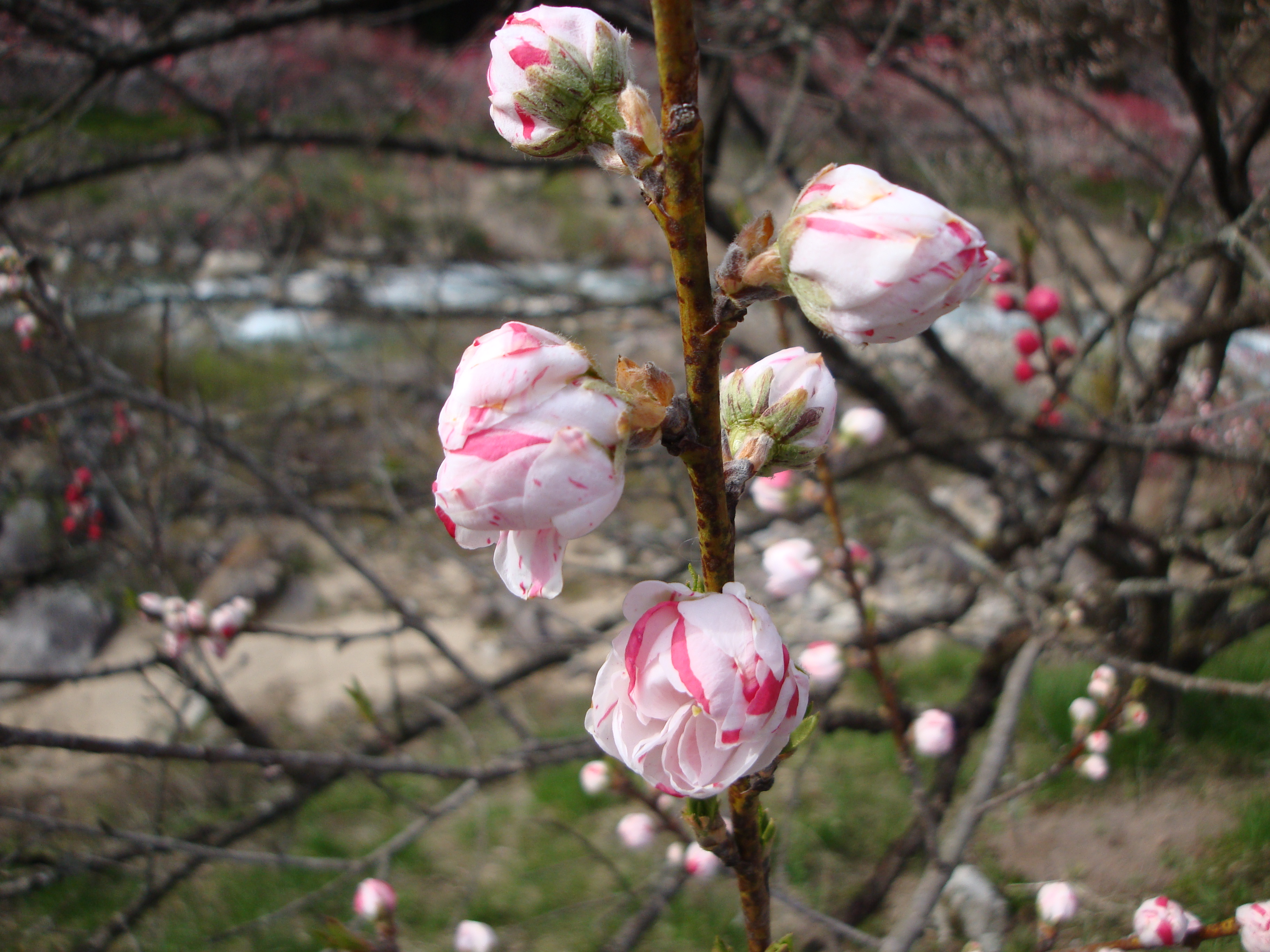

## 所在地
宿泊施設　「野熊の庄 月川」（のぐまのしょうげっせん）　長野県阿智村智里4092-7

## 交通
花桃の開花時期は渋滞が予想される。
- 東京方面より、中央自動車道飯田山本インターチェンジから車で25分。(渋滞無しの場合)
- 名古屋方面より、中央自動車道園原インターチェンジから5分。(渋滞無しの場合)
- 電車の場合、JR東海飯田線飯田駅から車で40分。(渋滞無しの場合)

## 周辺
- 園原
- ヘブンスそのはらSNOW WORLD
- 日本一星空の里
- 昼神温泉
- 阿智神社
- 神坂神社
- 神坂峠
- 富士見台高原
- 恵那山
- 信濃比叡広拯院

## 引用
1. ↑  月川温泉郷 花桃の里信州Style
2. ↑  『阿智村誌』阿智村誌刊行委員会、1984年。
3. 1 2 3  “阿智花桃新聞”. 信濃毎日新聞. (2020年4月24日)